# محوطه الف نه بن
محوطه الف نه بن در شهرستان رضوانشهر، بخش پره سر، روستای اندل چروده واقع شده و این اثر در تاریخ ۱۲ تیر ۱۳۸۴ با شمارهٔ ثبت ۱۲۰۵۳ به‌عنوان یکی از آثار ملی ایران به ثبت رسیده است.